# Daniel Johns
 (septembre 2023).
Si vous disposez d'ouvrages ou d'articles de référence ou si vous connaissez des sites web de qualité traitant du thème abordé ici, merci de compléter l'article en donnant les références utiles à sa vérifiabilité et en les liant à la section « Notes et références ».
En pratique : Quelles sources sont attendues ? Comment ajouter mes sources ?
 (septembre 2023).
Daniel Johns, né le 22 avril 1979 à Newcastle en Nouvelle-Galles du Sud, est un auteur, compositeur et interprète australien. Il est le meneur du groupe de rock Silverchair jusqu'en 2011, dans lequel il officiait comme chanteur et guitariste. En 2003, il crée également le groupe The Dissociatives (en) avec le musicien Paul Mac (en). En 2007, le magazine américain de musique Rolling Stone le nomme dix-huitième guitariste le plus sous-estimé de tous les temps. En mai 2015, il sort son premier album en solo intitulé Talk.

## Enfance
Johns est le fils de Greg et Julia Johns, propriétaires d'un magasin de fruits à Newcastle. Il grandit à Merewether Heights, en Nouvelle-Galles du Sud (Australie). Il a deux frères jumeaux plus jeunes que lui. Après avoir joué du violon durant un an et de la trompette pendant trois ans, Johns reçoit sa première guitare en 1992, une Rock Axe. Il prend des cours de guitare classique, mais s'oriente rapidement vers le rock, en apprenant des chansons d'Elvis Presley ou encore Paranoid de Black Sabbath.

## Carrière

### Frogstomp
À cette époque, Johns écoute des groupes comme Led Zeppelin, Black Sabbath, Deep Purple, Helmet, Tool, You Am I, Minor Threat, Slint, et Magic Dirt.
Johns écrit « Faultline », chanson de l'album Frogstomp, à la suite du décès d'un ami d'enfance lors du tremblement de terre survenu à Newcastle le 28 décembre 1989.

### Freak Show
Dans les chansons qu'il écrit pour l'album Freak Show, Johns parlent de la notoriété et de son statut de rock star. Les paroles des titres de cet album sont plus personnelles.
Durant la 11e cérémonie annuelle des ARIA, Silverchair gagne un prix pour l'album Freak Show.

### Neon Ballroom
En 1998, après une longue tournée avec le groupe Silverchair, Johns s'isole quelque temps et écrit beaucoup de chansons qui apparaissent sur le troisième album du groupe, Neon Ballroom. C'est au cours de cette période que l'artiste aurait développé certains troubles psychiatriques (dépression, paranoïa).

### L'èreDiorama
En 2002, Silverchair sort l'album Diorama que Johns considère comme le chef-d'œuvre du groupe. Cette même année, Johns est frappé d'une forme sévère d'arthrite réactive qui l'empêche de jouer de la guitare pendant plusieurs mois.

### The Dissociatives
En parallèle, Johns poursuit des projets au sein de The Dissociatives et travaille aussi sur I Can't Believe It's Not Rock avec le musicien Paul Mac (en). L'album de The Dissociatives est enregistré à Londres par Johns qui en écrivit les paroles et les mélodies. Johns part ensuite en tournée avec le groupe comprenant Paul Mac et les musiciens Kim Moyes à la batterie, Julian Hamilton au synthé et James Haselwood à la basse.

### Young Modern
Fin 2005, Silverchair se réunit à nouveau et met fin aux rumeurs de séparation du groupe en annonçant leur cinquième album : Young Modern. L'album sort le 31 mars 2007 en Australie. En 2011, le groupe Silverchair annonce faire une pause d'une durée indéterminée.

### Carrière solo
Le premier album solo de Johns, intitulé Talk, sort le 22 mai 2015. Les 15 titres qui  composent l'opus s'écartent radicalement des pistes rock féérique qu'explorait l'artiste jusqu'en 2011. Il s'aventure désormais seul, et sans guitare, vers des sonorités R'n'B teintées d'électro. Même si Johns a conscience du virage musical qu'il emprunte, et du choc que ce tournant constitue pour ses fans de toujours, il explique que cet album ne repose pas sur des ambitions commerciales, mais bien sur une volonté artistique, imprégnée d'un certain romantisme, de faire de la musique :
"J'ai voulu m'asseoir dans une pièce avec des producteurs et faire des expériences électro...tout ce que je peux dire c'est que je suis à 100 % honnête avec moi-même; il n'y a aucune considération commerciale...la musique sur Talk est sensuelle, et j'ai voulu écrire quelque chose de spécial pour ma copine. Alors oui, dans un sens, c'est moi essayant d'être romantique".
FutureNever, son second album solo, sort le 27 janvier 2023.

## Discographie

### Avec Silverchair
- 1995 Frogstomp
- 1997 Freak Show
- 1999 Neon Ballroom
- 2000 The Best Of Vol.1
- 2002 Diorama
- 2007 Young Modern

### Avec Paul Mac
- 2000 I Can't Believe It's Not Rock (en)
- 2004 The Dissociatives (en)

### Solo
- 2015 Talk (en)
- 2023 FutureNever

## Vie privée
En 1999, il est en couple avec la chanteuse Natalie Imbruglia. En 2002, ils annoncent leurs fiançailles. Ils se marient en 2003 puis se séparent en 2008.